# 加的斯大学

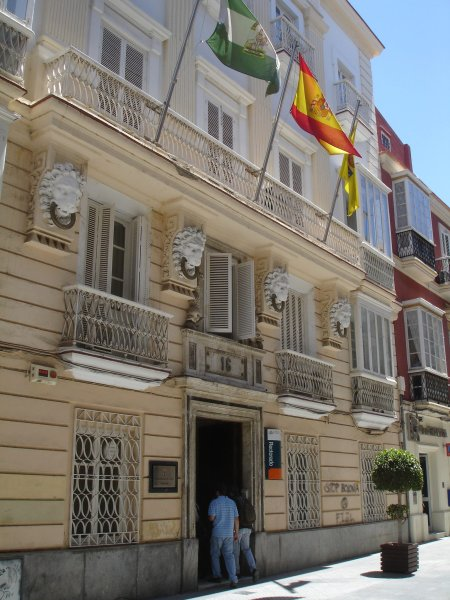
大學主樓Casa de los 5 Gremios

加的斯大學 （西班牙語：Universidad de Cádiz）是主校區位于西班牙加的斯的一所公立大学。創立于1979年，該大學以醫學見長。其醫學院的歷史可以追溯到1748年成立的皇家海軍外科醫院，而大學本身的歷史則可以追溯到15世紀成立的Colegio de Pilotos de los Mares de Levante y Poniente。

## 外部連接
- 官方网站（西班牙文）
- （页面存档备份，存于）
- 虚拟画廊（页面存档备份，存于）
- 开放软件（页面存档备份，存于）
- 英文简介